# Mörarps distrikt
Mörarps distrikt är ett distrikt i Helsingborgs kommun och Skåne län. 
Distriktet ligger öster om Helsingborg. 

## Tidigare administrativ tillhörighet
Distriktet inrättades 2016 och utgörs av Mörarps socken i Helsingborgs kommun.
Området motsvarar den omfattning Mörarps församling hade till årsskiftet 1999/2000.